# Subfibrat

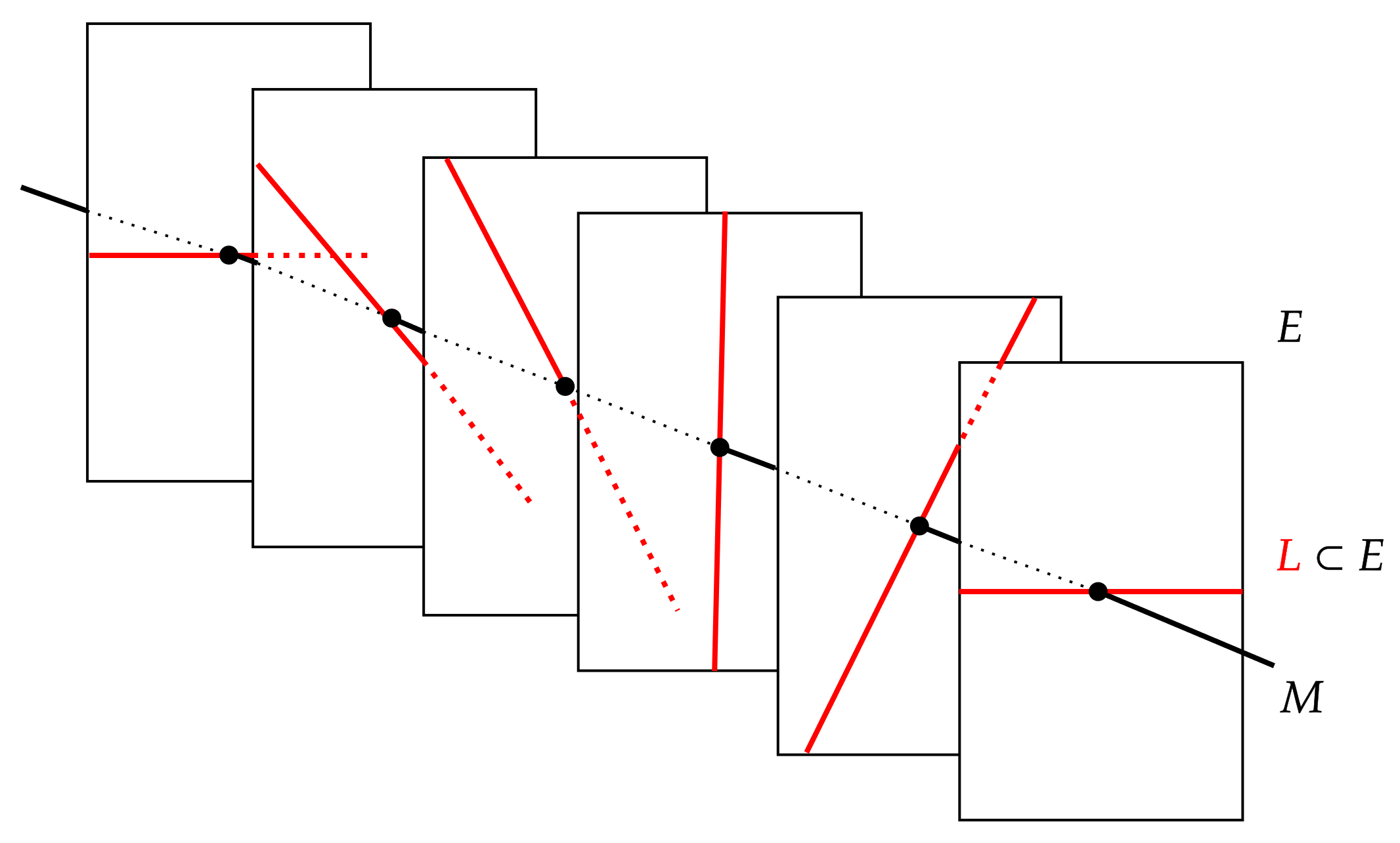
Un subfibrat d'un fibrat vectorial sobre un espai topològic.

En matemàtiques, un subfibrat {\displaystyle U} d'un fibrat vectorial {\displaystyle V} en un espai topològic {\displaystyle X} és una col·lecció de subespais vectorials {\displaystyle U_{x}} de les fibres {\displaystyle V_{x}} de {\displaystyle V} a {\displaystyle x} en {\displaystyle X,} que conformen un fibrat vectorial per si mateixes.
En relació amb la teoria de foliacions, un subfibrat del fibrat tangent d'una varietat diferenciable pot rebre el nom de distribució (de vectors tangents).
Si un conjunt de camps vectorials {\displaystyle Y_{k}} generen l'espai vectorial {\displaystyle U,} i tots els commutadors de Lie {\displaystyle \left[Y_{i},Y_{j}\right]} són combinacions lineals dels vectors {\displaystyle Y_{k},} llavors es diu que {\displaystyle U} és una distribució involutiva.